# Telford (Engeland)
Telford is een grote new town in Engeland, in het bestuurlijk gebied Telford and Wrekin, graafschap Shropshire. De plaats is genoemd naar Thomas Telford, een beroemd civiel ingenieur. Met meer dan 140.000 inwoners is het de grootste plaats van Shropshire.
Telford werd gebouwd in de jaren zestig en 70 op de locatie van in onbruik geraakte kolenmijnen. De oorspronkelijke naam in de ontwerpfase was Dawley New Town. De oppervlakte van het plan bedroeg 41 km².
Telford omvat het noordelijke deel van de Ironbridge Gorge, een werelderfgoed. Op zo'n 7 kilometer ten westen van de plaats ligt de berg The Wrekin.